# 성남출장소
성남출장소는 1913년부터 1973년 6월 30일까지 당시의 경기도 광주군 구 세촌면 지역에 존재하였던 과거의 행정구역이었다. 청사는 광주군 중부면 탄리 275번지에 있었다.
1913년 구 광주군 세촌면과 군내면을 합쳐서 중부면으로 합면하였지만 중부면 중 구 세촌면 지역은 산지가 가로막혀 있어 중부면사무소로의 행정 방문이 어려워 중부면 중 구 세촌면 지역에 성남출장소를 설치하였다. 그 뒤 1946년에 광주군 중부면의 구 세촌면 지역의 행정을 관할하는 면급 출장소로 승격되었다. 1964년에 광주 대단지 개발에 대비해 군 직할 출장소(읍면동 급) 바뀌었다. 또한 수진리에 성남출장소 수진지소를 설치했다. 광주대단지 사건이후 시 승격에 대비한 도 직할 출장소로 되었다가 이후 1973년 성남시 승격으로 폐지되었다.

## 개요
조선시대에는 경기도 광주군 세촌면 지역에 해당된다. 성남시 분당구 지역은 경기도 광주군 낙생면이었다. 
옛 광주군 세촌면 지역인 단대리, 상대원리, 수진리, 복정리, 창곡리, 탄리, 돌마면에서 편입된 정자리의 주민은 광주군 중부면의 중앙에 남한산성과 큰 산이 있어 면사무소 행정 업무 및 시장 방문 등의 불편에 대한 민원이 제기되었다. 1913년 구 세촌면 지역을 관할로 하는 중부면 성남출장소를 세웠으나 곧 흐지부지되었다. 해방 후 1946년 3월 3일 구 세촌면 지역 6개 리를 다시 분리하여 이를 관할하는 중부면 성남출장소 청사를 광주군 중부면 탄리 275번지(후일의 성남시 수정구 태평4동)에 설치하였다. 
1948년 수진리로 청사를 옮겼으며, 1964년 2월 24일 발표된 광주군 조례 제68호에 의해 광주군청 직할 성남출장소로 승격되고 청사를 옮겨 수진리 145번지(현, 수정구 수진동)에 건물을 신축했다. 1968년 8월 1일 광주군에서는 성남지역을 관할하는 도시건설사업소를 별도로 설치했다. 1970년 9월 1일 광주군 도시건설사업소를 흡수, 통합하여 기능이 확장되었다.
1968년 9월 1일 서울특별시는 경기도, 광주군과는 별도로 철거민, 무주택자를 이주시킬 목적으로 서울특별시 광주대단지사업소를 설치, 성남출장소 관내에 운영하였다. 서울시 직할의 광주대단지사업소는 1971년 8월 31일 폐지되어 업무를 성남출장소로 이관, 흡수되었다. 1971년 당시 성남출장소의 기록된 인구 수는 14만여 명이었다. 1971년 10월 14일 서울시에서 운영 중이던 이주사업을 경기도에서 인수, 성남출장소로 이관했으며 성남개발 3개년 투자계획을 수립, 진행하였다.
1969년 5월 2일 광주군 보건소 관할로 보건지소가 설치되고 1969년 12월 5일 광주군보건소 성남지소로 정식 개청하였다. 1972년 3월 23일 성남출장소 지역만을 관할하는 보건진료소 2개 지소가 설치되고 4월 6일 성남출장소 관할 걍기도 성남출장소 보건진료소가 설치되었다. 성남출장소 보건진료소는 성남시 승격으로 성남시보건소로 승격되었다.

## 성남의 명칭 유래
성남(城南)이란 이름은 성(남한산성)의 남쪽에 위치해 있다는 뜻이다. 구 세촌면 지역을 군면 통폐합에 따라 중부면에 편입시켰지만 중간에 검단산과 산성이 있어 원 중부면의 주민과는 생활권이 다르고, 주민 생활불편 해소, 면의 서남부지역의 행정사무 등을 처리를 목적으로 면급 출장소를 설치하게 되었다.

## 연혁
- 1911년 3월 6일 낙생면사무소 개소(낙생, 돌마, 대왕면 통합 관할).
- 1911년 8월 29일 대왕면사무소 개소.
- 1913년 12월 29일 광주군 군내면과 세촌면을 합쳐 중부면을 설치. 현재의 남한산성면은 일제 면 통폐합 이후의 중부면 중 조선시대의 군내면이고, 구성남(성남 구시가지)의 위치=세촌면의 위치라고 보면 된다.
- 1913년 12월 29일 탄리 275번지에 광주군 중부면 성남출장소를 설치(수진리, 상대원리, 단대리, 하대원리, 탄리, 복정리, 창곡리 등 9개 리 관할, 면급)
- 1914년 4월 1일 일제가 전국적으로 면 통폐합을 단행했는데 성남시에 해당되는 지역은 중부면의 6개 리(단대리, 상대원리, 탄리, 복정리, 수진리, 창곡리)와 돌마면의 12개 리(갈현리, 도촌리, 여수리, 야탑리, 율리, 이매리, 서현리, 분당리, 수내리, 정자리, 하대원리), 낙생면의 11개 리(판교리, 백현리, 하산운리, 석운리, 대장리, 금곡리, 삼평리, 운중리, 궁내리, 동원리, 구미리), 대왕면의 9개 리(상적리, 신촌리, 오야리, 심곡리, 시흥리, 둔전리, 사송리, 금토리, 고등리)였음. 당시 면소재지 중 중부면은 산성리, 돌마면은 정자리, 낙생면은 판교리, 대왕면은 율현리에 두었음.[5][6]
- 1946년 2월 중부면 성남출장소 사무실을 수진리로 이전
- 1946년 3월 3일 중부면 직할 성남출장소 설치, 13개 리를 관할
- 1964년 2월 24일 광주군 조례 제68호를 공포, 중부면 성남출장소에서 광주군 직할 성남출장소로 변경(읍면동급). 수진리 145번지에 성남출장소 청사 이전
- 1968년 5월 7일 건설부에서 성남지구 일단의 주택지 경영사업 발표 및 인가
- 1968년 5월 7일 성남지구 내 주택단지 경영사업 실시인가 대상자 변경 (건설부 → 서울특별시)
- 1968년 8월 1일 광주군 성남지구 도시건설사업소 설치
- 1968년 9월 1일 서울특별시 철거민 이주 및 정착정책에 따라 서울특별시 광주대단지 사업소 설치
- 1969년 4월 1일 성남지구택지 주택단지 조성공사 시공
- 1969년 5월 2일 서울특별시 철거지역 철거민 단계적 집단 입주개시, 1969년 5월 2일부터 1969년 5월 4일 48세대 154명 입주
- 1969년 8월 1일 광주군 성남지구 도시건설사업소 설치.
- 1969년 9월 1일 서울특별시대단지사업소 설치(서울시측 이주민 행정사무 처리기구)
- 1970년 6월 24일 서울특별시대단지사업소의 명칭을 서울특별시 광주대단지 사업소로 명칭 변경
- 1970년 9월 1일 광주군 도시건설사업소를 폐지, 성남출장소에 흡수하여 기구 확장.
- 1970년 9월 19일 경기도, 서울특별시, 광주군 간 업무 분담 행정협약을 체결 (광주군:일반행정 분담, 서울특별시:용지매수 및 건설사업 지원 )
- 1971년 8월 10일 서울특별시와 정부의 주택정책에 반발한 광주 대단지 사태 발생
- 1971년 8월 18일 광주군 낙생면, 돌마면, 대왕면을 흡수하고, 경기도청 직할로 변경, 경기도 조례 제470호 발포. 그러나 법적 행정구역상, 지도상 주소지는 경기도 광주군이었다.(출장소 직할지인 구 세초면지역 9개 리와, 출장소산하 3개 면 33개리 관할)
- 1971년 8월 31일 광주군 성남지구 도시 건설 사업소 및 서울특별시 광주대단지 사업소 폐지. 서울특별시의 광주 대단지 관련 사무 인수인계받음(~10월 14일까지)
- 1972년 4월 6일 경기도청 규칙 제648호(1972.4.6) 포고, 동일부로 성남출장소 산하 성남지구보건진료지소(5급, 산하 보건행정계,의학계,방역계,위생계) 설치
- 1973년 3월 12일 수도권의 인구집중 억제와 수도권 주변의 무질서한 도시 확산 방지 및 서울특별시 외곽도시의 합리적인 육성을 위한 법률 제2597호 발표
- 1973년 7월 1일 수도권의 인구집중 억제와 수도권 주변의 무질서한 도시 확산 방지 및 서울특별시 외곽도시의 합리적인 육성을 위한 법률 제2597호 및 시 설치와 군의 폐치 분합에 관한 법률의 제정, 공포하고 광주군에서 완전(자주)독립, 성남시 승격. 성남출장소 및 산하 보건진료지소[7] 폐지

## 조직
| - 소장 - 부소장 - 건설담당관, 출장소 건설사무를 관장하기 위하여 경기도규칙 627호(1971.11.10)에 의해 부소장 직속으로건설담당관을 배치 - 주택관리관 - 총무과 - 기획예산계, 총무계, 시민계, 공보계, 재무계(1972.1.24 폐지) - 재무과 - 회계계, 세정계, 관재계, 지적계 - 예산계, 경기도규칙 641호(1972.1.24)에 의거 신설 - 새마을과 - 새마을계, 개발계 - 사회과 - 복지계, 노정계, 부녀아동계, 청소계 - 시민과 - 호적계, 병무계, 민원계, 주민등록계 - 산업과 - 산업계, 상공계, 녹지계 | - - 건설과 - 건설행정계, 도로계, 치수계 - 도시과 - 관리계, 계획계, 건축계, 정리계 - 수도과 - 업무계, 징수계, 시설계, 급수계 - 성남출장소 수진지소 - 성남출장소 보건진료소 - 보건행정계, 약제계, 의학계, 방역계, 위생계 |

## 역대 소장
- 석진상(石鎭商) 1948년 8월 15일 ~ ?
- 김영규(金永圭) ~ 1964년 2월 24일, 지방행정주사
- 김영규(金永圭) 1966년 4월 1일 ~ 1970년 8월 30일, 지방행정사무관
- 김제항(金濟恒) 1970년 9월 3일 ~ 1971년 8월 7일,
- 이석봉(李碩峰) 1971년 8월 10일 ~ 1971년 12월 4일, 지방부이사관 승진 영전, 1971년 12월 1일 과로로 병원 입원
- 이재덕(李載德) 1971년 12월 4일 ~ 1973년 6월 30일, 지방부이사관, 성남시 승격 후 초대 시장

### 부소장
1964년 신설
- 김영규(金永圭) 1964년 2월 24일 ~ 1966년
- 김영규(金永圭) 1970년 ~ 1971년 8월 18일, 경기도청 직할로 되면서 성남출장소 사회과장으로 전출
- 김제항(金濟恒) 1971년 8월 19일 ~ 1971년 12월 4일
- 조창환(曺昌煥) 1971년 12월 4일 ~ 1973년 6월 30일

## 기타
1971년 9월 13일 경기도 직할 출장소로 승격되었지만 법정 행정구역상, 지명상 성남시로 승격되기 전까지는 경기도 광주군에 속해 있었다.